# ソワソン伯
ソワソン伯（ソワソンはく、フランス語：Comte de Soissons）は、フランスの伯爵。

## 概要
9世紀から14世紀までヴェルマンドワ伯エルベール2世の子孫により継承された。婚姻により伯領はジャンヌ・ダヴェーヌ（エノー伯ジャン2世孫）へ、さらにシャティヨン家のブロワ伯ルイ2世に継承されたが、息子ギー2世は1367年にソワソン伯領をアンゲラン7世・ド・クシーに売却した。アンゲランの娘マリーは伯領の一部をオルレアン公ルイ・ド・ヴァロワに売却し、ルイの孫がフランス王ルイ12世となったため、ソワソン伯領は王領に併合された。
1413年に、マリーとアンリ・ド・マルルの1子ロベールは、バル公位を失った補償として、マルル伯位およびソワソン伯位を手に入れ、ソワソン伯位はロベールの子孫により継承されたが、最後のソワソン伯ウジェーヌ・ド・サヴォワ＝カリニャンが1734年に死去した後は、伯領は王領に併合された。

## 歴代ソワソン伯

### カロリング家
- エルベール1世 - ヴェルマンドワ伯
- エルベール2世 - ヴェルマンドワ伯
- ギー1世（988年没） - エルベール2世の子
- アデリーズ - ギー1世の娘
- ノシェ2世（Nocher II） - アデリーズの夫、バール＝シュル＝オーブ伯
- ルノー1世（1057年没） - ノシェ2世の子
- ギー2世（1057年没） - ルノー1世の子
- アデライード（アデール）（1105年頃没） - ギー2世の姉妹、ウー伯ギヨーム・ビュザックと結婚

### ノルマンディー家
- ギヨーム・ビュザック（1079年頃没） - ウー伯、アデライードと結婚
- ルノー2世 - ギヨーム・ビュサックの子
- ジャン1世 - ルノー2世の弟
- ルノー3世 - ジャン1世の子

1141年、ルノー3世はソワソン伯領を従兄弟イヴ2世・ド・ネールに譲り、修道士となった。

### ネール家
- イヴ2世・ド・ネール（1178年没） - 1141年にソワソン伯となる
- コノン（1180年没） - イヴ2世の甥
- ラウル1世（1235年没） - コノンの弟、ドルー伯ロベール1世の娘アデルと結婚
- ジャン2世（1270/2年没） - ラウル1世の子、シャルトルおよびアンボワーズの女子相続人マオーと結婚
- ジャン3世 - ジャン2世の子
- ジャン4世 - ジャン3世の子
- ユーグ - ジャン4世の弟
- マルグリット（1350年没） - ユーグの娘、ジャン・ダヴェーヌ（エノー伯ジャン2世の子）と結婚

### アヴェーヌ家
- ジャンヌ・ダヴェーヌ（1350年没） - マルグリットとジャン・ダヴェーヌの娘、ブロワ伯ルイ2世（シャティヨン家）と結婚

### シャティヨン家
- ギー2世（1397年没） - ブロワ伯、ジャンヌ・ダヴェーヌとブロワ伯ルイ2世の子

ギー2世は1367年7月15日にソワソンをアンゲラン7世・ド・クシーと結婚したイザベラ（イングランド王エドワード3世の娘）に譲渡した。

### ヘント家
- アンゲラン7世・ド・クシー（1398年没）
- マリー・ド・クシー（1405年没） - アンゲラン7世の娘、アンリ・ド・マルルと結婚

マリーは伯領の一部をオルレアン公ルイ・ド・ヴァロワに売却した。

### ヴァロワ＝オルレアン家
- ルイ・ド・ヴァロワ - オルレアン公、1400年にソワソン伯となる
- シャルル・ド・ヴァロワ - オルレアン公、1412年までソワソン伯

### スカルポン家
- ロベール・ド・マルル（1415年没） - マリー・ド・クシーとアンリ・ド・マルルの子、1412年にソワソン伯、1413年にマルル伯となる
- ジャンヌ（1462年没） - サン＝ポル伯ルイ・ド・リュクサンブールと結婚

### ヴァロワ＝オルレアン家
- ルイ2世・ド・ヴァロワ - オルレアン公、1498年にフランス王ルイ12世となる
- クロード・ド・フランス - ブルターニュ女公、1505年にソワソン女伯となる。フランス王フランソワ1世妃。

ルイ12世は領有していたソワソン伯領の一部を王領に併合した。

### ルクセンブルク＝リニー家
- ジャン・ド・リュクサンブール - ジャンヌとルイ・ド・リュクサンブールの子、1462年にソワソン伯となる
- ピエール2世・ド・リュクサンブール - ジャンの弟、マルル伯、サン＝ポル伯
- マリー・ド・リュクサンブール - ピエール2世の娘、サン＝ポル女伯、マルル女伯、ヴァンドーム伯フランソワと結婚

### ブルボン家
- フランソワ・ド・ブルボン - ヴァンドーム伯
- シャルル・ド・ブルボン - ヴァンドーム公
- ジャン・ド・ブルボン - シャルルの子
- ルイ1世 - コンデ公
- シャルル・ド・ブルボン＝ソワソン - ルイ1世の子
- ルイ・ド・ブルボン＝ソワソン - シャルルの子
- マリー・ド・ブルボン＝ソワソン - ルイの妹、カリニャーノ公トンマーゾ・フランチェスコ・ディ・サヴォイアと結婚

### サヴォイア家
- トンマーゾ・フランチェスコ・ディ・サヴォイア - カリニャーノ公、マリー・ド・ブルボン＝ソワソンと結婚
- ウジェーヌ・モーリス・ド・サヴォワ＝ソワソン
- ルイ・トマ・ド・サヴォワ＝ソワソン（1702年没）
- エマニュエル・トマ・ド・サヴォワ＝ソワソン（1729年没）
- ウジェーヌ・ジャン・フランソワ・ド・サヴォワ＝ソワソン（1734年没）

1734年、ソワソン伯領はフランス王領に併合された。